# Pigskin 621 A.D.
Pigskin 621 A.D. (ou Jerry Glanville's Pigskin Footbrawl) est un jeu vidéo de football américain sorti en 1990 sur Mega Drive et arcade. Le jeu a été développé par Razor Soft et édité par Bally Midway Manufacturing Company.